# Martino Rota
Martino Rota (nelle fonti il nome viene anche scritto come Martin o - in latino - Martinus, mentre il cognome si trova anche nelle forme Rot, de Rota o Rotta; in croato più di recente anche Martin Rota Kolunić o Martin Kolunić Rota) (Sebenico, 1520 circa – Vienna, 1583) è stato un incisore e pittore italiano della Dalmazia.

## Biografia
Le notizie sui primi anni della vita di Martino Rota sono pressoché inesistenti: si sa solo che nacque a Sebenico in Dalmazia, all'incirca nel 1520.
Nel 1540 lo si trova a Roma, ove lavora assieme a Cornelius Cort (del quale fu forse aiutante), producendo una serie di opere sullo stile di Marcantonio Raimondi. Fra le opere di questo periodo, si ricorda la serie del Cristo e dei dodici apostoli. Egli non creò delle opere originali, ma incise su lastra metallica secondo varie tecniche le opere di altri artisti, quali Luca Penni, Raffaello e Michelangelo.
La sua più celebre opera del periodo romano fu una copia in formato ridotto del Giudizio universale di Michelangelo.
Lasciata la città, si stabilì per un breve periodo a Firenze e, poi, dal 1558 a Venezia, dove realizzò una serie di incisioni tratte dalle opere di Tiziano, oltre a svariate mappe e vedute di Venezia e di altre città.
Nel 1568 si spostò, infine, a Vienna, dove lavorò come pittore e incisore alla corte imperiale di Massimiliano II e Rodolfo II e dove morì nel 1583. Durante questi ultimi anni iniziò a cimentarsi anche nella pittura e nella scultura, oltre che nel disegno di medaglie e monete.
Delle circa 120 incisioni di Rota a noi pervenute, oltre la metà è costituita da ritratti.

## Identificazione nazionale
Alla fine del XIX secolo, il nome di Martino Rota è stato croatizzato in Martin Kolunić, semplicemente traducendo il cognome "rota" (ruota) nel corrispettivo croato kolo trasformato poi nel patronimico Kolunić. Questa traduzione del cognome viene generalmente aggiunta al cognome Rota, che risulta invece dai documenti coevi dell'artista, in modo da ottenere un singolare cognome bilingue: Rota Kolunić. Attualmente Martino Rota è considerato dai geografi croati come uno dei capostipiti della moderna cartografia croata.

## Galleria d'immagini

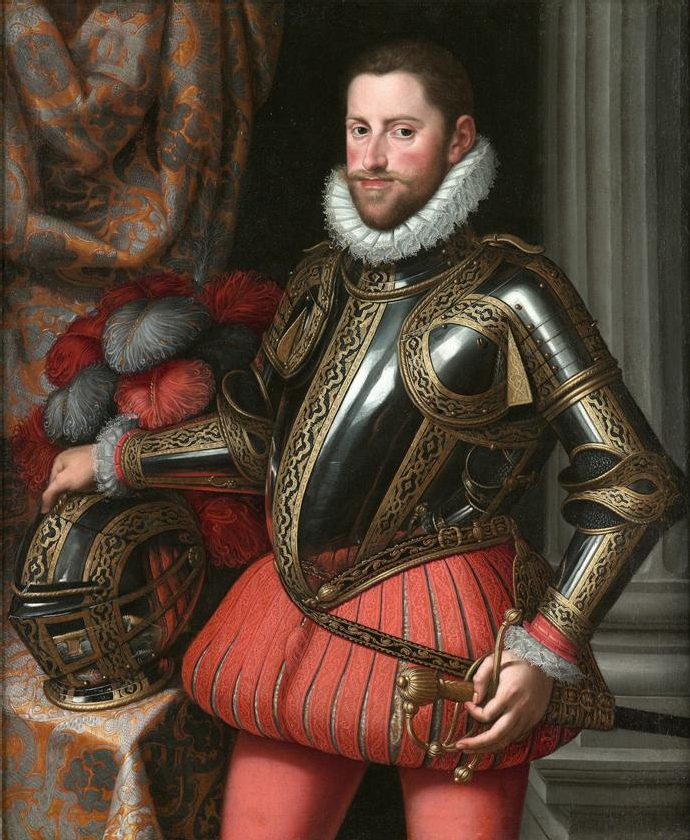
L'arciduca Ernesto d'Austria
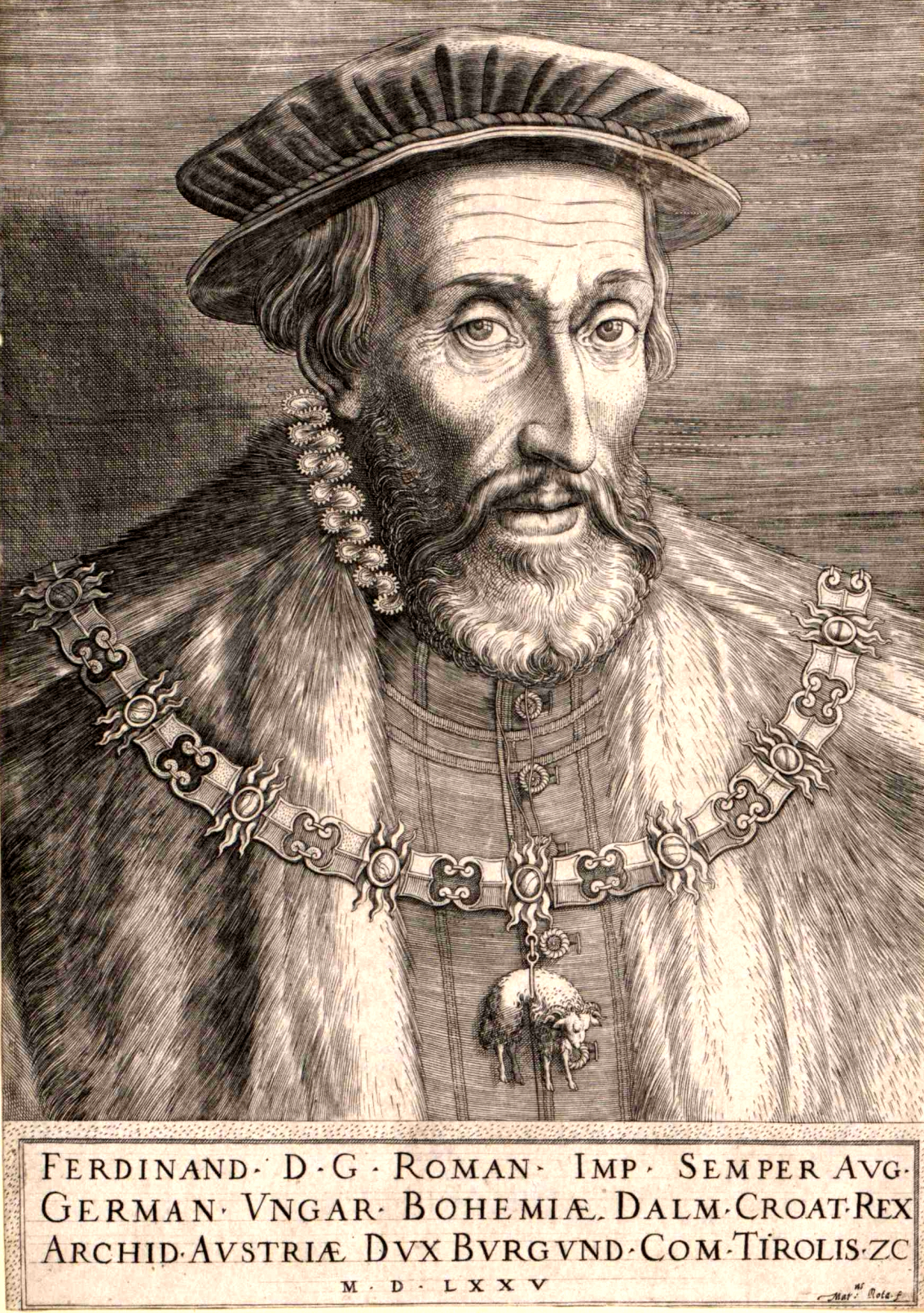
L'imperatore Ferdinando I
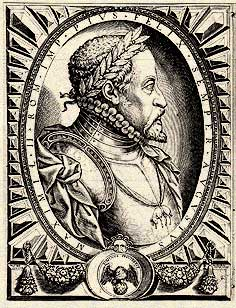
L'imperatore Massimiliano II
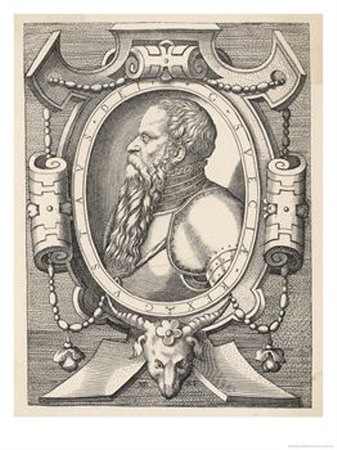
Gustavo I di Svezia
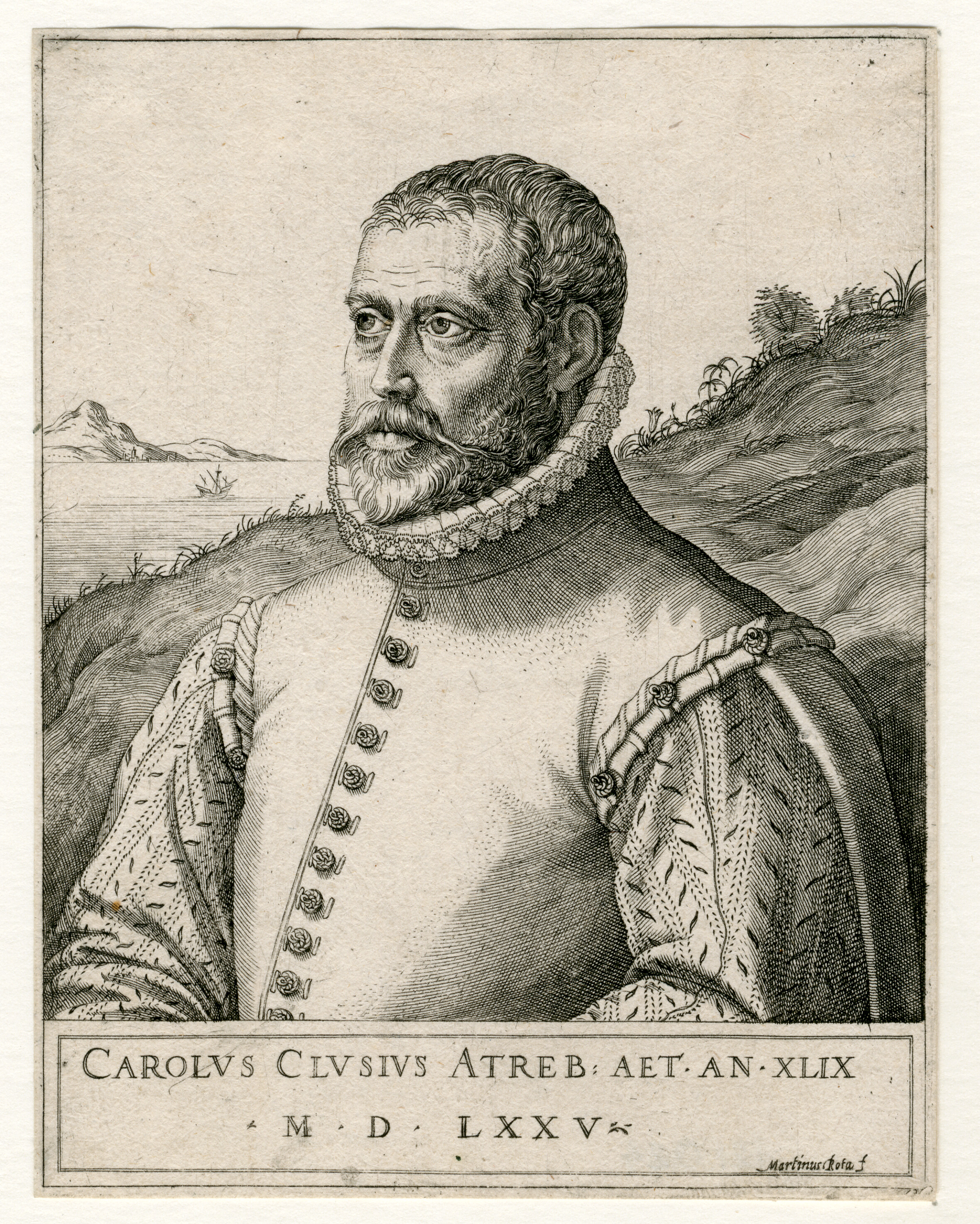
Carolus Clusius
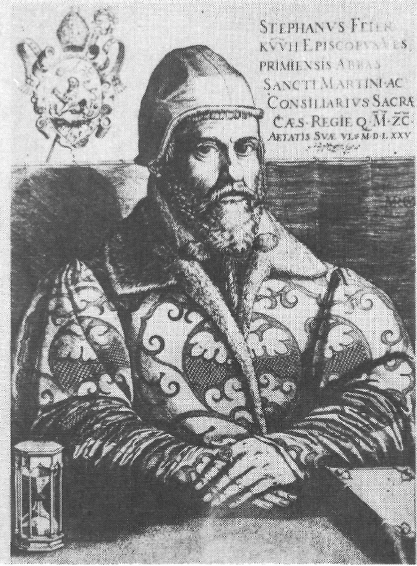
Il vescovo ungherese István Fejérkövi
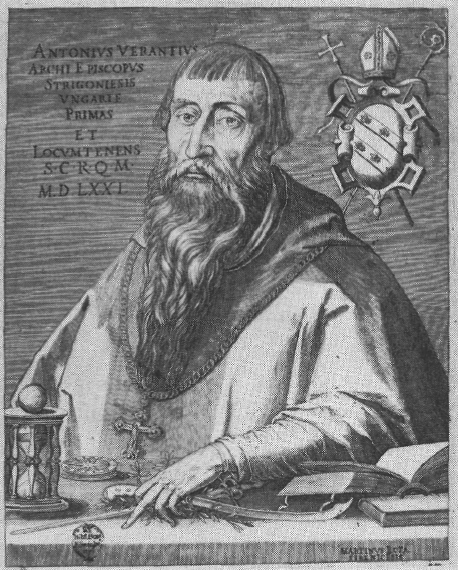
Antonio Veranzio
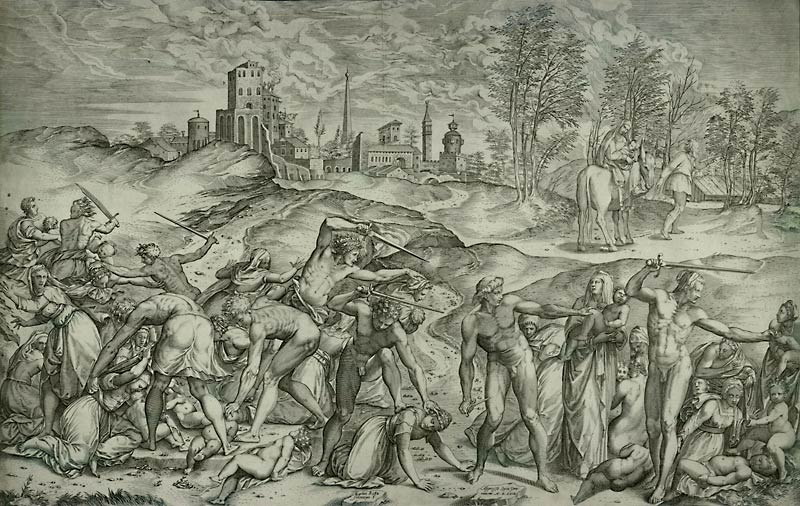
La strage degli innocenti, dall'originale di Giambattista Franco
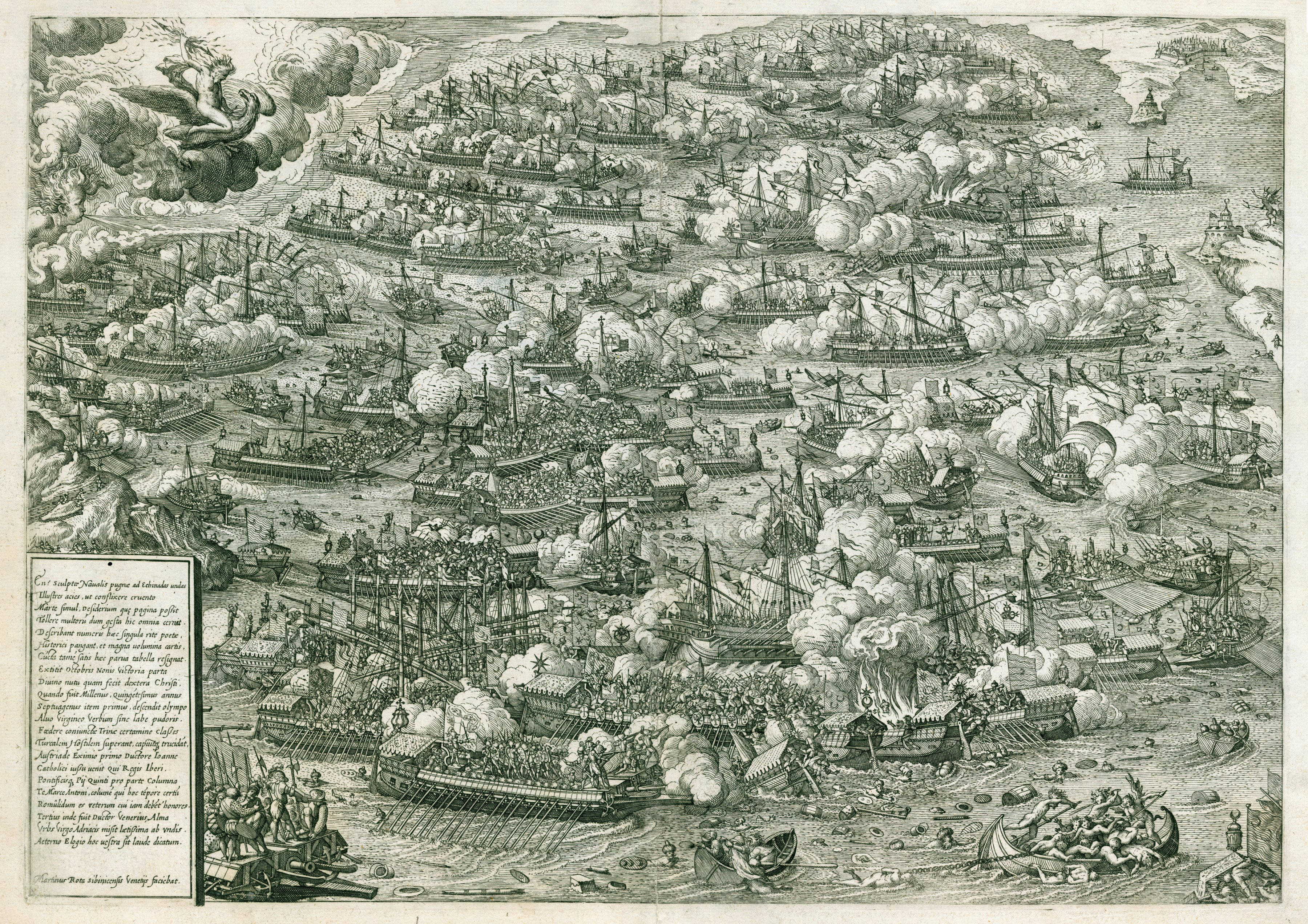
La battaglia di Lepanto
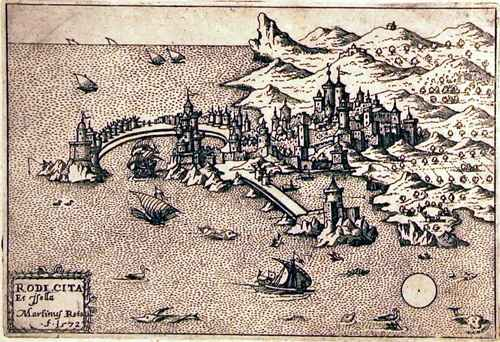
Rodi
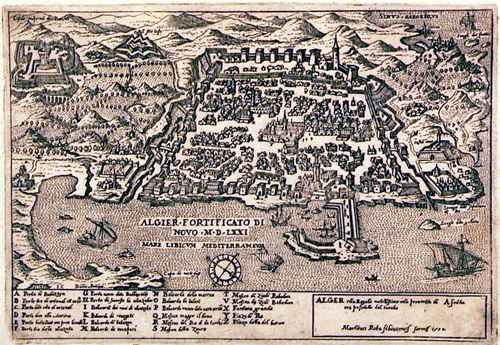
Algeri
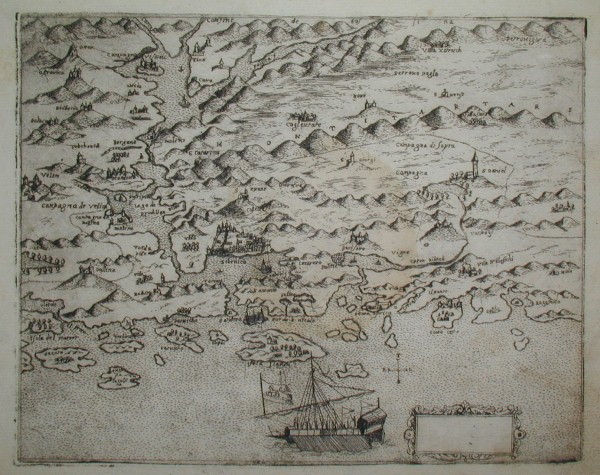
Sebenico